# 安東郷氏
安東 郷氏（あんどう さとうじ）は、戦国時代から安土桃山時代にかけての武将。美濃国北方七間の城主。

## 生涯
美濃本巣郡北方領主・伊賀定重（伊賀守）の四男として誕生。安東守就は兄にあたる。
天文14年（1545年）、山内一豊の姉・通を娶る。兄・守就らと共に美濃国主・土岐氏、次いで斎藤氏に仕える。織田信長の美濃平定に伴い織田氏に仕えた。元亀元年（1570年）、姉川の戦いで兄らと共に戦い、元亀2年（1571年）には伊勢国長島一向一揆勢と戦い深手を負うも力戦してこれを防ぐなど活躍した。
ところが天正8年（1580年）、兄・守就らと共に信長の勘気を蒙り美濃武儀郡に幽居。はじめ親族の稲葉良通（一鉄）が扶助をしてこれを支えたが、信長の勘気が収まらず、次第に扶助しづらい状況となったため、美濃安藤氏の家臣も多く浪人となった。
天正10年（1582年）、本能寺の変が起きて信長が横死すると、兄らの挙兵に同調して稲葉良通の領有していた安東氏旧領北方城を奪い、再起を試みた。しかし、6月8日には稲葉氏の攻撃の前に敗北、兄らと共々討たれた。
なお、子・山内可氏は、山内一豊を頼り土佐藩家老伊賀家の祖となった。

## 系譜
- 曾祖父：伊賀光就（太郎左衛門）
- 祖父：伊賀定就（伊賀守・出羽守・輝郷）
- 祖母：梶原氏
  - 父：伊賀定重（伊賀守・出羽守・時郷）
  - 母：稲葉一鉄の伯母
    - 兄：安東守就（伊賀守・定次・友郷・守就）
      - 甥（長男）：安東郷良（平左衛門尉）
        - 郷良の子：安東忠四郎

      - 甥（二男）：安東郷利（小右衛門・右衛門佐）
      - 甥（三男）：安東郷春（勘左衛門）
      - 甥（四男）：安東守吉（太左衛門）
      - 甥（六男）：安東定郷（二郎左衛門）- 長井隼人の養子となる
      - 甥（七男）：安東賢郷（半十郎・蒲生将監）
      - 甥（八男）：安東郷純（三右衛門）
      - 甥（九男）：安東郷忠（源次）- 土佐藩（宿毛与力）
      - 姪（長女）：木下勘解由室
      - 姪（二女）：竹中重治（半兵衛）正室
      - 姪（三女）：遠藤慶隆（但馬守）正室

    - 兄：安東頼郷（出市）湖叔宗栄？
    - 兄：安東郷重（十蔵）湖叔宗栄？
    - 本人：安東郷氏（太郎左衛門）
    - 妻：山内盛豊の娘（山内一豊の姉）
      - 嫡男：山内可氏（左衛門佐）- 土佐藩家老（宿毛領主）
      - 二男：安東次左衛門
      - 三男：安東参次 - 毛利元隆の養子となる
      - 長女：深尾重良（和泉）室
      - 二女：乾和信（山内彦作）室 - 山内一豊の養女となり、乾和信に嫁ぐ
      - 三女：広瀬之為（惣兵衛）室
      - 四女：毛利源吾室

    - 姉：金森長近（五郎八）室
    - 姉：西尾豊後守室
    - 姉：島木金兵衛室
    - 妹：淀藩家老改田伝右衛門尉室

## 補注
1. ↑  『新撰美濃志』
2. ↑  宿毛6,300石領主。